# Reino de Maiçor
O Reino de Maiçor ou Reino de Mysore (em canarês: ಮೈಸೂರು ಸಂಸ್ಥಾನ ) foi um reino estabelecido no sul da Índia e fundado, segundo o que tradicionalmente se crê, em 1399, nos arredores da atual cidade de Maiçor. O reino, que foi governado pela dinastia Wodeyar, serviu como um feudatário do Reino de Bisnaga (Império Vijayanagara). Com o declínio deste, em 1565, o reino torno-se independente. Durante o século XVII, houve um expansão de seu território e, sob Kanthirava Narasaraja I e Chikka Devaraja, o reino anexa grandes extensões do que hoje corresponde o sul do Carnataca e partes de Tâmil Nadu para tornar-se um poderoso Estado no sul do planalto do Decão.
Maiçor atingiu o auge de seu poder e domínio militares na segunda metade do século XVIII sob o governante de facto Hyder Ali e seu filho Fateh Ali Tipu. Durante este período, o reino entrou em conflito com o Império Maratha, com os britânicos e com Nizã de Golconda, o que culminou com as quatro guerras anglo-maiçor. O sucesso nas duas primeiras guerras anglo-maiçores foi seguido pela derrota na terceira e na quarta. Após a morte de Tipu na quarta guerra (1799), grande parte do reino foi anexado pelos britânicos, assinalando o fim de um período de hegemonia sobre o sul do Decão Misoreano.